# Homaliodendron
Homaliodendron là một chi rêu trong họ Neckeraceae.